# Xương Lê

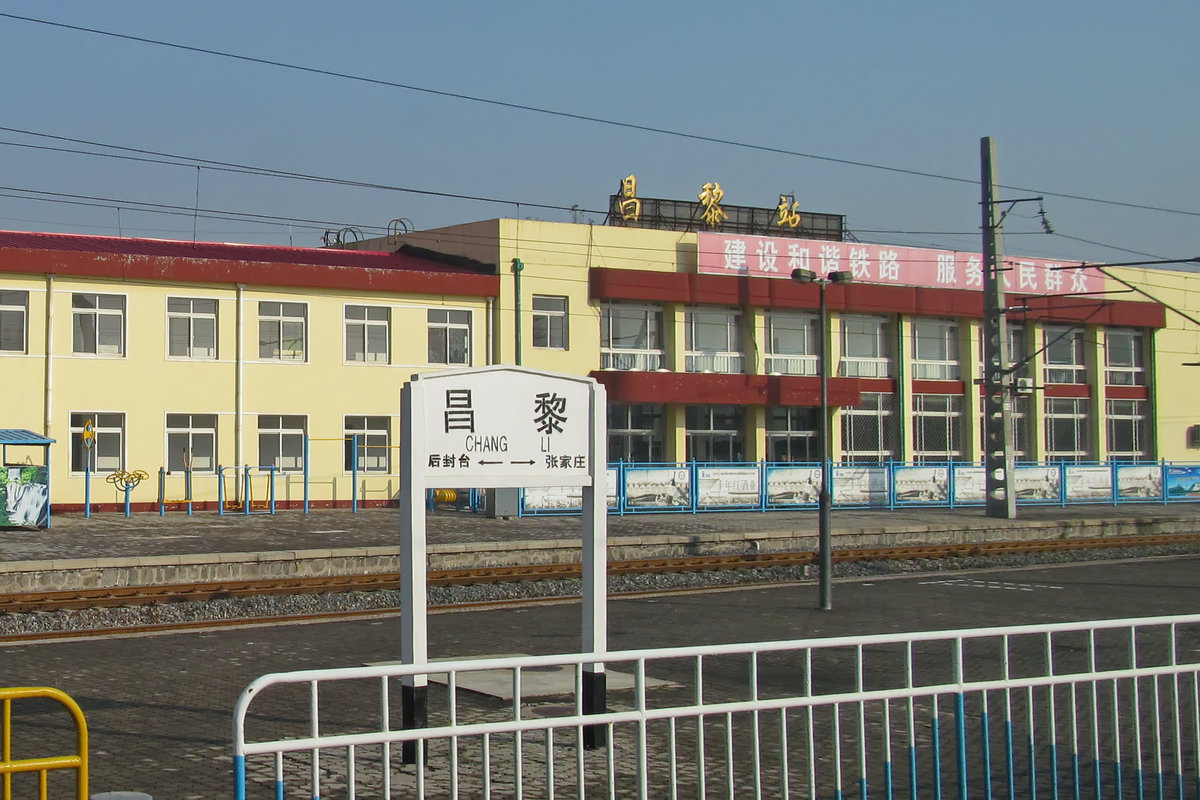
Ga Xương Lê

Xương Lê (chữ Hán giản thể: 昌黎县, âm Hán Việt: Xương Lê huyện) là một huyện thuộc địa cấp thị Tần Hoàng Đảo, tỉnh Hà Bắc, Cộng hòa Nhân dân Trung Hoa. Huyện Xương Lê có dân số 541.826 người (năm 1999). Mã số bưu chính là 066600. Huyện Xương Lê giáp huyện Đường Sơn Loan về phía Tây, Phủ Ninh về phía đông. Huyện này là một địa điểm quan trọng trên tuyến đường sắt Cáp-Kinh. Phía Nam huyện này là bãi biển Hoàng Kim, một điểm du lịch nổi tiếng.